# Arractocetus blairi
Arractocetus blairi är en skalbaggsart som först beskrevs av Gardner 1936.  Arractocetus blairi ingår i släktet Arractocetus och familjen varvsflugor. Inga underarter finns listade i Catalogue of Life.